# Scottish FA Cup 2000/01
Der Scottish FA Cup wurde 2000/01 zum 116. Mal ausgespielt. Der schottische Pokalwettbewerb, der offiziell als Tennent's Scottish FA Cup ausgetragen wurde, begann am 9. Dezember 2000 und endete mit dem Finale am 26. Mai 2001. Wurde ein Duell nach 90 Minuten nicht Entschieden, kam es zum Wiederholungsspiel. Wurde dieses nach 90 Minuten plus Verlängerung nicht Entschieden, kam es zum Elfmeterschießen. Den Titel sicherte sich Celtic Glasgow im Finale gegen Hibernian Edinburgh.

## 1. Runde
Ausgetragen wurden die Begegnungen am 9./12./18./20. Dezember 2000 und 6. Januar 2001. Die Wiederholungsspiele fanden am 12. und 18. Dezember 2000 sowie 9. Januar 2001 statt.
|                      | Ergebnis |                    |
| -------------------- | -------- | ------------------ |
| FC Stenhousemuir     | 1:4      | Berwick Rangers    |
| FC Whitehill Welfare | 0:0      | FC Peterhead       |
| Albion Rovers        | 1:1      | FC East Fife       |
| FC Dumbarton         | 0:0      | East Stirlingshire |
| Brechin City         | 3:0      | Forfar Athletic    |
| Queen of the South   | 2:0      | FC Clydebank       |
| Edinburgh City       | 0:1      | Buckie Thistle     |
| FC Montrose          | 0:0      | FC Arbroath        |

### Wiederholungsspiele
|                       | Ergebnis |                      |
| --------------------- | -------- | -------------------- |
| FC East Fife          | 2:0      | Albion Rovers        |
| FC East Stirlingshire | 0:1      | FC Dumbarton         |
| FC Arbroath           | 1:2      | FC Montrose          |
| FC Peterhead          | 3:0      | FC Whitehill Welfare |

## 2. Runde
Ausgetragen wurden die Begegnungen am 6./13./27. Januar 2001. Die Wiederholungsspiele fanden am 27. Januar 2001 statt.
|                 | Ergebnis |                     |
| --------------- | -------- | ------------------- |
| FC Spartans     | 1:3      | Stirling Albion     |
| FC Stranraer    | 2:0      | FC Dumbarton        |
| Berwick Rangers | 3:3      | FC Cowdenbeath      |
| Buckie Thistle  | 2:0      | Hamilton Academical |
| FC Peterhead    | 3:0      | Cove Rangers        |
| FC Coldstream   | 2:6      | Brechin City        |
| FC East Fife    | 1:0      | FC Queen’s Park     |
| Partick Thistle | 3:0      | FC Deveronvale      |
| FC Montrose     | 1:1      | FC Keith            |
| Elgin City      | 0:1      | Queen of the South  |

### Wiederholungsspiele
|                | Ergebnis  |                 |
| -------------- | --------- | --------------- |
| FC Cowdenbeath | 0:1       | Berwick Rangers |
| FC Keith       | 0:1 n. V. | FC Montrose     |

## 3. Runde
Ausgetragen wurden die Begegnungen am 27. und 28. Januar und 12. Februar 2001. Die Wiederholungsspiele fanden am 7. und 12./13. Februar 2001 statt.
|                     | Ergebnis |                      |
| ------------------- | -------- | -------------------- |
| FC St. Johnstone    | 0:0      | Dunfermline Athletic |
| Berwick Rangers     | 0:0      | Heart of Midlothian  |
| Stirling Albion     | 2:0      | Raith Rovers         |
| FC Kilmarnock       | 1:0      | Partick Thistle      |
| Alloa Athletic      | 0:3      | FC Aberdeen          |
| Ross County         | 2:1      | Buckie Thistle       |
| FC Montrose         | 0:2      | Dundee United        |
| Inverness CT        | 4:3      | Ayr United           |
| FC Dundee           | 0:0      | Falkirk              |
| Hibernian Edinburgh | 6:1      | FC Clyde             |
| FC Peterhead        | 4:1      | Greenock Morton      |
| FC East Fife        | 1:4      | FC Livingston        |
| Glasgow Rangers     | 2:0      | Brechin City         |
| FC St. Mirren       | 1:2      | FC Motherwell        |
| FC Stranraer        | 1:4      | Celtic Glasgow       |
| Queen of the South  | 1:3      | Airdrieonians FC     |

### Wiederholungsspiele
|                      | Ergebnis |                  |
| -------------------- | -------- | ---------------- |
| Heart of Midlothian  | 2:1      | Berwick Rangers  |
| FC Falkirk           | 0:1      | FC Dundee        |
| Dunfermline Athletic | 3:2      | FC St. Johnstone |

## Achtelfinale
Das Achtelfinale wurde am 17. und 15. Februar 2001 Ausgetragen. Die Wiederholungsspiele fanden am 28. Februar und 6./7. März 2001 statt.
|                      | Ergebnis |                     |
| -------------------- | -------- | ------------------- |
| Heart of Midlothian  | 1:1      | FC Dundee           |
| FC Motherwell        | 0:2      | Dundee United       |
| FC Peterhead         | Walkover | Airdrieonians FC    |
| Dunfermline Athletic | 2:2      | Celtic Glasgow      |
| Stirling Albion      | 2:3      | Hibernian Edinburgh |
| Inverness CT         | 1:1      | FC Kilmarnock       |
| FC Livingston        | 0:0      | FC Aberdeen         |
| Ross County          | 2:3      | Glasgow Rangers     |

### Wiederholungsspiele
|                | Ergebnis |                      |
| -------------- | -------- | -------------------- |
| FC Kilmarnock  | 2:1      | Inverness CT         |
| FC Aberdeen    | 0:1      | FC Livingston        |
| Celtic Glasgow | 4:1      | Dunfermline Athletic |
| FC Dundee      | 0:1      | Heart of Midlothian  |

## Viertelfinale
Ausgetragen wurden die Begegnungen am 10. und 11. März 2001.
|                | Ergebnis |                     |
| -------------- | -------- | ------------------- |
| FC Kilmarnock  | 0:1      | Hibernian Edinburgh |
| FC Livingston  | 3:1      | FC Peterhead        |
| Celtic Glasgow | 1:0      | Heart of Midlothian |
| Dundee United  | 1:0      | Glasgow Rangers     |

## Halbfinale
Ausgetragen wurden die Begegnungen am 14. und 15. April 2001.
|                     | Ergebnis |               |
| ------------------- | -------- | ------------- |
| Hibernian Edinburgh | 3:0      | FC Livingston |
| Celtic Glasgow      | 3:1      | Dundee United |

## Finale
| Celtic Glasgow                                                 | Celtic Glasgow | Hibernian Edinburgh | Hibernian Edinburgh |
| -------------------------------------------------------------- | --- | --- | ------------------- |
| Celtic Glasgow                                                 | \| 26. Mai 2001 um 15:00 Uhr (Ortszeit) in Glasgow (Hampden Park) \| \| Ergebnis: 3:0 (1:0) \| \| Zuschauer: 51.824 \| \| Schiedsrichter: Kenny Clark \| \| Spielbericht \|                                                                                                | \| 26. Mai 2001 um 15:00 Uhr (Ortszeit) in Glasgow (Hampden Park) \| \| Ergebnis: 3:0 (1:0) \| \| Zuschauer: 51.824 \| \| Schiedsrichter: Kenny Clark \| \| Spielbericht \|                                                                                            | Hibernian Edinburgh |
| Celtic Glasgow                                                 | Robert Douglas – Johan Mjällby, Ramon Vega, Joos Valgaeren – Didier Agathe, Neil Lennon, Paul Lambert (77. Tommy Boyd), Ľubomír Moravčík (17. Jackie McNamara), Alan Thompson (88. Tommy Johnson) – Henrik Larsson, Chris Sutton Cheftrainer: Martin O’Neill ( Nordirland) | Nick Colgan – Gary Smith, Franck Sauzée, Paul Fenwick, Ulrik Laursen – John O’Neil, Mathias Jack, Grant Brebner (60. Frédéric Arpinon), Frédéric Arpinon (80. Stuart Lovell), Ian Murray – Marc Libbra, Mixu Paatelainen (69. David Zitelli) Cheftrainer: Alex McLeish | Hibernian Edinburgh |
| Celtic Glasgow                                                 | 1:0 Jackie McNamara (39.) 2:0 Henrik Larsson (48.) 3:0 Henrik Larsson (80.) | | Hibernian Edinburgh |
| 26. Mai 2001 um 15:00 Uhr (Ortszeit) in Glasgow (Hampden Park) | | |                     |
| Ergebnis: 3:0 (1:0)                                            | | |                     |
| Zuschauer: 51.824                                              | | |                     |
| Schiedsrichter: Kenny Clark                                    | | |                     |
| Spielbericht                                                   | | |                     |